# توم سميث
توم سميث (بالإنجليزية: Tom Smith)‏ (26 نوفمبر 1876 المملكة المتحدة - 1 يناير 1937) هو لاعب كرة قدم بريطاني سابق كان يلعب كمهاجم.